# Bülend Ulusu
 (juillet 2024).
Si vous disposez d'ouvrages ou d'articles de référence ou si vous connaissez des sites web de qualité traitant du thème abordé ici, merci de compléter l'article en donnant les références utiles à sa vérifiabilité et en les liant à la section « Notes et références ».
Bülend Ulusu, né le 7 mai 1923 à Istanbul en Turquie et mort le 23 décembre 2015 dans la même ville, est un amiral et homme d'État turc qui a exercé la fonction de Premier ministre après le coup d'État du 12 septembre 1980 en Turquie du 21 septembre 1980 au 13 décembre 1983.